# 王祖武 (光緒進士)
王祖武（？—？），河南省歸德府鹿邑縣人，清朝政治人物、同進士出身。
光緒十五年（1889年），参加光緒己丑科殿試，登進士三甲38名。同年五月，著主事，分部学习。